# The End (The X-Files)
«The End» es el vigésimo y último episodio de la quinta temporada y el 117 en general de la serie de televisión de ciencia ficción The X-Files. El episodio se emitió por primera vez en los Estados Unidos y Canadá el 17 de mayo de 1998. El episodio fue escrito por el productor ejecutivo Chris Carter y dirigido por R. W. Goodwin. «The End» obtuvo una calificación de hogar de Nielsen de 11,9, siendo visto por 18,76 millones de personas en su transmisión inicial. El episodio recibió críticas mixtas a positivas de los críticos de televisión.
El programa se centra en los agentes especiales del FBI Fox Mulder (David Duchovny) y Dana Scully (Gillian Anderson) que trabajan en casos relacionados con lo paranormal, llamados expedientes X. Mulder cree en lo paranormal, mientras que la escéptica Scully ha sido asignada para desacreditar su trabajo. En este episodio, el asesinato de un gran maestro de ajedrez lleva a Mulder y Scully a descubrir que el objetivo real era un niño telepático llamado Gibson Praise. Los dos agentes pronto descubren que Praise puede contener los secretos de todos los misterios para los que han estado buscando respuestas en los expedientes X.
Originalmente, se suponía que el episodio sería el final de la serie para el programa, lo que permitiría que la serie se convirtiera en una franquicia cinematográfica luego del lanzamiento de la película de 1998. Sin embargo, la serie resultó demasiado rentable para Fox y se ordenó una sexta temporada. «The End» sería el último episodio de la ejecución original que se filmaría en Vancouver hasta la décima temporada del programa, ya que la producción de las siguientes cuatro temporadas se trasladó a Los Ángeles, California. «The End» presenta la primera aparición de Diana Fowley, interpretada por Mimi Rogers, quien se convertiría en un personaje recurrente. Como final de temporada, creó cabos sueltos tanto para el largometraje como para el siguiente comienzo de temporada, «The Beginning».

## Argumento
En Vancouver, se lleva a cabo un torneo internacional de ajedrez en una arena entre Anatole Klebanow, un gran maestro ruso, y Gibson Praise (Jeff Gulka), un joven prodigio estadounidense. En las vigas, el tirador, un asesino de los hombres de negro, se prepara para disparar contra Gibson. Sin embargo, Gibson siente la presencia del tirador y logra esquivar discretamente el disparo, que mata a Klebanow en su lugar.
En otra parte de Canadá, Alex Krycek (Nicholas Lea) encuentra al fumador (William B. Davis). En la sede del FBI, Walter Skinner (Mitch Pileggi) le revela a Fox Mulder (David Duchovny) que Jeffrey Spender (Chris Owens) está al frente del caso que investiga el tiroteo. A pesar de la solicitud de Spender de que Mulder no se involucre, irrumpe en la reunión y ofrece la explicación de que el asesino estaba disparando a Gibson, no al ruso. En la reunión está Diana Fowley (Mimi Rogers), un conocido del pasado de Mulder. El fumador se reúne con los miembros del Sindicato, incluido el Primer anciano y el Hombre de las uñas perfectas, quienes quieren que los ayude con la situación relacionada con Gibson. Fowley acompaña a Mulder y Dana Scully (Gillian Anderson) cuando van a visitar a Gibson en Gaithersburg, Maryland. Mulder cree que Gibson puede leer la mente, de ahí su experiencia en ajedrez. Scully se entera de que Mulder y Diana se conocen desde hace mucho tiempo.
Mulder visita al tirador, a pesar de las objeciones de Spender. Mulder quiere darle inmunidad al tirador a cambio de su testimonio, a lo que el Tirador se niega. Gibson demuestra sus habilidades a un grupo de médicos mientras Scully y Fowley observan. El guardia de la prisión le entrega al Tirador una caja de cigarrillos Morley aplastada que dice que es hombre muerto. Scully visita a los Pistoleros solitarios y les pide que analicen los datos de Gibson. Ella les pregunta quién es Diana y le dicen que trabajó en estrecha colaboración con Mulder cuando descubrió los expedientes X. El fumador se encuentra con Jeffrey en el estacionamiento del FBI, pero desaparece cuando Mulder los ve hablando. Scully y Mulder le presentan a Skinner sobre Gibson, quien muestra actividades cerebrales extraordinarias. Mulder cree que Gibson puede desbloquear todos los misterios de los expedientes X y quiere hacer un trato con el tirador.
Mulder se encuentra nuevamente con el tirador, quien le dice que Gibson es un eslabón perdido. Mulder cree que Gibson tiene genes que están latentes en la mayoría de los humanos. El fumador descarta las preocupaciones del Hombre de las uñas perfectas sobre las acciones de Mulder. En la prisión, el guardia mata al tirador. Diana Fowley, que protege a Gibson en una habitación de hotel, recibe un disparo poco después, y los secuaces del fumador capturan a Gibson. Skinner le cuenta a Mulder sobre la muerte del tirador y que se encontró una caja de cigarrillos Morley aplastada en su celda. Mulder confronta a Spender, acusándolo de trabajar con el fumador. El fumador entrega a Gibson al hombre de las uñas perfectas. Skinner le informa a Scully que el Departamento de Justicia está tratando de cerrar los expedientes X. Mulder se da cuenta de que todo esto era parte de un plan. El fumador se lleva el expediente X de Samantha de la oficina de Mulder y le prende fuego a la oficina. Cuando se va, conoce a Jeffrey y le dice que es su padre. Para cuando llegan Mulder y Scully, los expedientes X están completamente destruidos.

## Producción

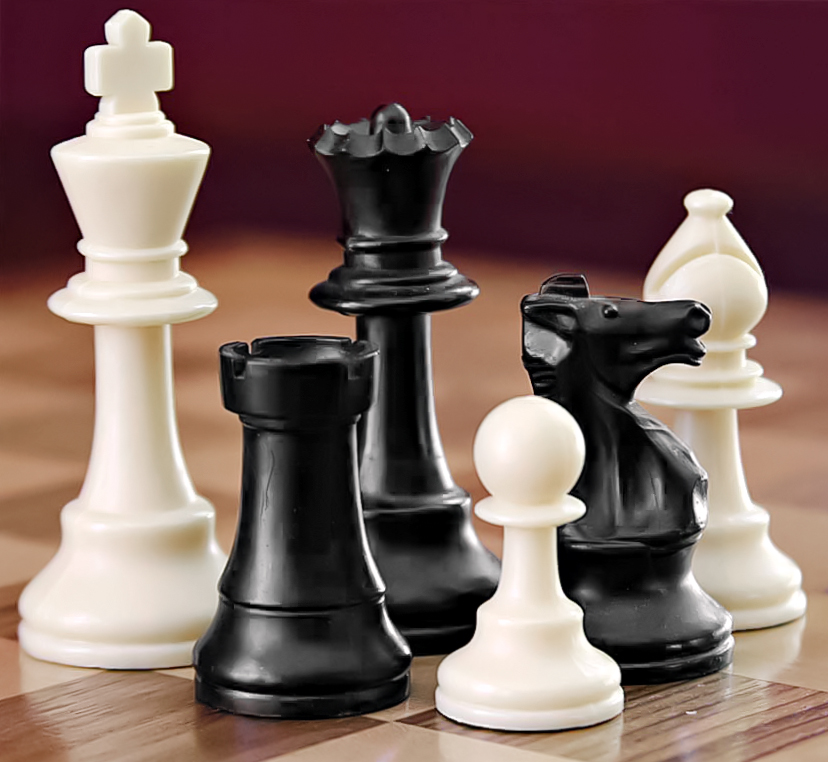
El episodio contiene un «motivo de ajedrez» del fumador «llevando a Mulder a un jaque mate».

### Escritura
Originalmente, se suponía que la quinta temporada de The X-Files sería la última, y «The End» habría convertido la serie en una franquicia cinematográfica. David Duchovny explicó: «Estábamos diciendo: “Está bien, vamos a hacer cinco. Saldremos de aquí a las cinco”. Y luego llegaron cinco, y nadie iba a ninguna parte». Esto se debe en gran parte a que la serie fue tan lucrativa para Fox que se ordenaron dos temporadas adicionales. Por lo tanto, «The End» tuvo que pasar tanto a la película The X-Files: Fight the Future como al estreno de la sexta temporada, «The Beginning».
Cerca del comienzo del episodio, Praise está en una partida con un gran maestro de ajedrez ruso. The Complete X-Files señala que un «motivo de ajedrez» se teje a lo largo del episodio, quizás más simbólicamente en la forma en que el fumador «lleva a Mulder a un jaque mate, usando a Jeffrey como peón». Debido a esto y a sus acciones pasadas, muchos fanáticos finalmente llegaron a creer que el fumador era el verdadero villano de la historia. Sin embargo, William B. Davis, quien interpretó al fumador, sintió que el personaje era el héroe. Señaló: «Solía ir a convenciones y tratar de convencer a todos de que yo era el héroe de la serie y que Mulder era el malo. […] Me reí mucho, pero ciertamente es cierto de cómo uno interpreta al personaje. Nadie piensa que son malvados».

### Reparto y rodaje

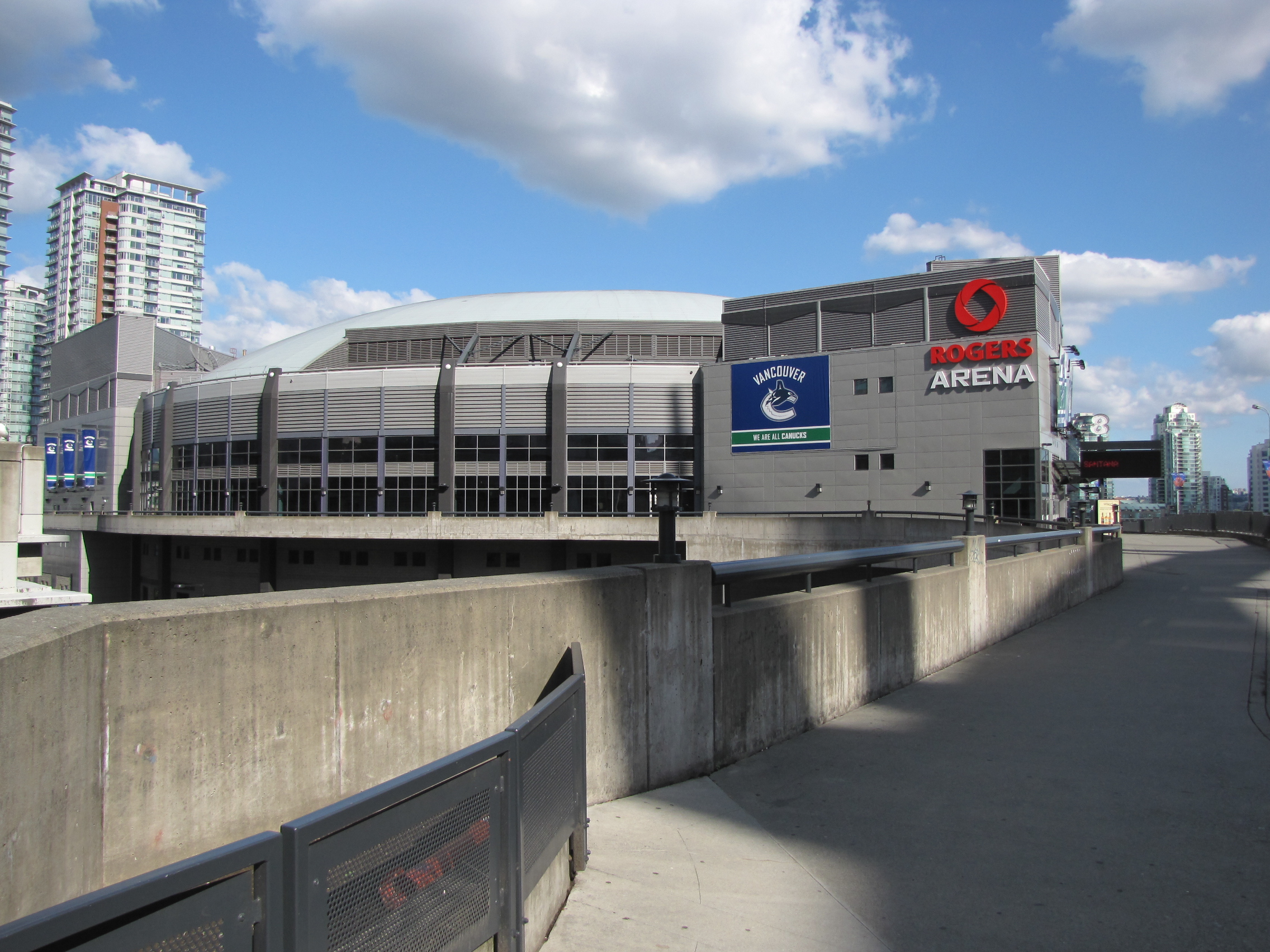
La apertura del episodio se filmó en el Rogers Arena de Vancouver.

El episodio introdujo dos nuevos personajes en Gibson Praise, interpretado por Jeff Gulka, y Diana Fowley, interpretada por Mimi Rogers. Kim Manners dijo más tarde sobre Gulka: «Había algo en la personalidad de ese niño que realmente se reflejaba en la pantalla. Realmente exudaba una inteligencia que era bastante especial. Chris vio lo que Bob Goodwin hizo con él y supo que este niño era una herramienta especial para la narración de la crónica de X-Files». Chris Carter dijo que Fowley «era un personaje que estabas destinado a odiar porque era una competidora por el afecto de Mulder con Scully». Gillian Anderson dijo: «Ella no se lo puso fácil a Scully. Creo que estaba consciente de su efecto en Mulder y en la situación».
Este episodio fue el último que se filmó en Vancouver, Columbia Británica, Canadá hasta la décima temporada del programa en 2015. El programa se mudó a Los Ángeles para su sexta a novena temporada, un movimiento influenciado en parte por el deseo de David Duchovny de estar más cerca de su esposa. La audiencia en la partida de ajedrez estuvo compuesta por fanáticos locales como una forma de agradecer a la ciudad por albergar la producción durante sus primeros cinco años. El partido de ajedrez se filmó en Rogers Arena (entonces conocido como GM Place) entonces el hogar de los Vancouver Canucks y los Vancouver Grizzlies. Mientras que los productores esperaban que asistieran cinco mil personas, aparecieron doce mil. Durante los descansos entre rodajes, los actores Duchovny y Anderson respondieron preguntas de la audiencia y se rifaron equipos por valor de más de miles de dólares. Para despedir adecuadamente al equipo de Vancouver, Chris Carter dirigió personalmente la filmación de la segunda unidad para este episodio.

## Recepción

### Audiencia
«The End» se estrenó en la cadena Fox el 17 de mayo de 1998. El episodio obtuvo una calificación Nielsen de 11,9 con una participación de 18, lo que significa que aproximadamente el 11,9 por ciento de todos los hogares equipados con televisión y el 18 por ciento de los hogares que miraban televisión sintonizaron el episodio. Un total de 18,76 millones de espectadores vieron el episodio durante su emisión original. Más tarde se incluyó en The X-Files Mythology, Volume 3 – Colonization, una colección de DVD que contiene episodios relacionados con los planes de los colonizadores extraterrestres para apoderarse de la tierra.

### Reseñas
«The End» recibió críticas mixtas a positivas de los críticos. Lon Grahnke de Chicago Sun-Times reaccionó positivamente hacia el episodio y lo describió como «fundamental». Paula Vitaris de Cinefantastique le dio al episodio una crítica positiva y le otorgó tres estrellas de cuatro. Ella escribió que el episodio «es una conclusión efectiva, a veces incluso conmovedora, para una temporada dispersa». Vitaris escribió que la entrada era «muy superior» al final de la cuarta temporada «Gethsemane» y elogió las diversas introducciones de personajes, sobre todo la de Gibson Praise y Diana Fowley. Ella, sin embargo, criticó la reaparición de Krycek y el hecho de que el fumador volviera a trabajar para el Sindicato. En una reseña de 2000 de la quinta temporada para el New Straits Times, Francis Dass calificó a «The End» como una «joya» y elogió la actuación de Jeff Gulka, diciendo que era un «gran actor infantil».
Otras críticas fueron más variadas. Zack Handlen de The A.V. Club le dio al episodio una crítica mixta y lo calificó con C+. Handlen criticó la falta de resolución del episodio y escribió que «El programa puede alimentar nuestra paranoia social [...] pero cuando llega el momento de cumplir con todo esto, para finalmente abrir el telón y pasar a la siguiente etapa, las cosas se complican». Además, llamó al triángulo amoroso Mulder/Scully/Fowley «inmediatamente desagradable» y criticó la caracterización de Mimi Rogers. Sin embargo, Handlen calificó el regreso del fumador como «emocionante» y escribió que el incendio de la oficina de Mulder fue «posiblemente una de las imágenes más icónicas en el transcurso de la serie». Robert Shearman y Lars Pearson, en su libro Wanting to Believe: A Critical Guide to The X-Files, Millennium & The Lone Gunmen, calificaron el episodio con tres estrellas y media de cinco. Los dos criticaron el cierre de la división de los expedientes X, debido en gran parte al hecho de que «lo hemos visto antes», una referencia al cierre de la división al final de la primera temporada. Sin embargo, Shearman y Pearson escribieron que «“The End” funciona a pesar de sí mismo», citando la llegada de Diana Fowley y el enfrentamiento entre el fumador y Jeffrey Spender como puntos positivos del episodio.